# Bedum vasútállomás
Bedum vasútállomás vasútállomás Hollandiában, Bedum településen. Az állomást az Nederlandse Spoorwegen üzemelteti.

## Vasútvonalak
Az állomást az alábbi vasútvonalak érintik:
- Groningen–Delfzijl-vasútvonal

## Kapcsolódó állomások
A vasútállomáshoz az alábbi állomások vannak a legközelebb:
- Sauwerd vasútállomás
- Stedum vasútállomás